# Paristiopterus gallipavo
Paristiopterus gallipavo is een straalvinnige vissensoort uit de familie van harnashoofdvissen (Pentacerotidae). De wetenschappelijke naam van de soort werd voor het eerst geldig gepubliceerd in 1944 door Whitley.